# Johannes Bobrowski
Johannes Bobrowski (Tilsit, 9 aprile 1917 – Berlino Est, 2 settembre 1965) è stato uno scrittore e poeta tedesco.

## Biografia
Nacque nell'odierna Sovetsk, Russia, al tempo parte della Germania con il nome di Tilsit, e crebbe a Kaliningrad (all'epoca Königsberg). Studiò brevemente storia dell'arte, prima di essere coscritto e di finire prigioniero dell'esercito russo nel 1945. Costretto ai lavori forzati in una miniera del Donets, fu liberato nel 1949 e si stabilì a Berlino Est.
Esordì letterariamente nel 1952, con Pruzzische Elegy ("Elegia prussiana", pubblicato solo nel 1955). La sua produzione poetica e in prosa fu largamente autobiografica, ispirata dalle sue esperienze di guerra, e il tema principale fu il rapporto, da lui toccato con mano, tra la Germania e i popoli confinanti ad est. Il suo stile poetico fu sempre complesso e legato a simbolismi e collegamenti a volte di difficile e non immediata comprensione. La sua prosa fu invece più accessibile e colloquiale, anche se come nel caso del suo romanzo più noto Il mulino di Levin. Mio nonno in 34 frasi (Levins Mühle. 34 Sätze über meinen Großvater) nascondeva con abilità una critica sotterranea agli status politico-sociali dell'epoca.